# Ellemtel Utvecklings AB
Ellemtel Utvecklings AB (EUA) bildades 1970 av Televerket (inklusive Televerkstaden Teli) och Telefon AB LM Ericsson för utveckling och konstruktion av bland annat elektroniska televäxlar, utrustningar för datanät, digitala transmissionssystem och avancerade telefonapparater. Det gemensamägda bolagets största uppgift blev att utveckla och tillverka den helt elektroniska AXE-växeln, en av världens första datorstyrda, digitala telefonväxlar. Ellemtel utvecklade även abonnentväxeln Ericsson MD110.
Efter att Ericsson år 1993 köpte Teli av Televerket sålde Televerket den 28 september 1995 sin andel i Ellemtel till Ericsson,
som inkorporerade det i sitt underbolag Ericsson Utvecklings AB (UAB) under vd Gunnar M. Eriksson. Två månader efter sammanslagningen lade Ericsson ned det prestigefyllda projektet AXE-N. Ericsson avvecklade sedan slutligen bolaget helt år 1999.
Namnet Ellemtel samt den kreativa anda som fanns hos personalen förvaltas vidare, genom domännamnet ellemtel.com, av en grupp före detta Ellemtel-anställda.